# 上條麻里奈
上條 麻里奈（かみじょう まりな、1984年8月28日 - ）は、フリーアナウンサー。かつて圭三プロダクションに所属していた。

## 人物
- 東京都出身。
- 学習院大学文学部ドイツ文学科卒業。大学時代は放送研究部所属。塾講師アルバイトも経験。日テレ学院出身。
- 2007年4月〜2012年3月 テレビユー福島契約アナウンサー。
- 2012年4月からフリーへ転向。圭三プロダクションに籍を置き、NHK総合『ゆうどき』に出演。
- 2015年3月『ゆうどき』終了。程なくして圭三プロダクションから離れる。

## フリー転向後の出演番組
- ニュース シブ5時（NHK総合）：リポーター

## TUF時代の出演番組
- MUSIC BARパロパロ（B-SIDE） - 2008年4月〜2009年3月
- ふくしま山菜探検隊
- ふくしまきのこ探検隊
- DO!エイト ユアセルフ
- グーテン（メインMC）
- もったいなすびのエコひいき（ナレーション）
- ふしぎのトビラ（福島リポーター）